# Barbara Luddy
Barbara Luddy est une actrice américaine, née le 25 mai 1908 à Great Falls (Montana) et morte le 1er avril 1979 à Los Angeles (Californie).

## Filmographie
- 1925 : An Enemy of Men : Janet
- 1925 : Sealed Lips : Alice Howard
- 1925 : Rose of the World : Cecilia Kirby
- 1925 : À l'ombre de Brooklyn (East Side, West Side)
- 1926 : The Fighting Tailor
- 1926 : It's a Pipe
- 1926 : The Lyin' Tamer
- 1926 : Golf Widows
- 1927 : Bathing Suitor
- 1927 : Born to Battle : Barbara Barstow
- 1927 : Wilful Youth (en)
- 1928 : See You Later
- 1930 : Headin' North : Mary Jackson
- 1933 : Her Secret : Mae
- 1955 : La Belle et le Clochard (Lady and the Tramp) : Lady (voix)
- 1959 : La Belle au bois dormant (Sleeping Beauty) : Merryweather (voix)
- 1961 : Les 101 Dalmatiens (One Hundred and One Dalmatians) : Rover (voix)
- 1963 : Terrified : Mrs. Hawley
- 1964 : Dear Heart : Miss Carmichael
- 1966 : Winnie l'ourson et l'Arbre à miel : Kanga (voix)
- 1968 : The Shakiest Gun in the West d'Alan Rafkin : Screaming woman
- 1968 : Winnie l'ourson dans le vent : Kanga (voix)
- 1969 : Lost Flight (en) (TV)
- 1973 : Robin des Bois (Robin Hood) : Mother Rabbit / Mother Church Mouse (voix)
- 1974 : Winnie l'ourson et le Tigre fou (Winnie the Pooh and Tigger Too!) : Kanga (voix)
- 1977 : Les Aventures de Winnie l'ourson (The Many Adventures of Winnie the Pooh) : Kanga (voix)